# The Light in Your Eyes
The Light in Your Eyes (hangul: 눈이 부시게; rr: Nun-i Busige) (bra: Radiante) é uma série de televisão sul-coreana de 2019 estrelada por Han Ji-min, Kim Hye-ja, Nam Joo-hyuk e Son Ho-jun. Foi ao ar na JTBC todas as segundas e terças-feiras às 21h30 (KST), entre 11 de fevereiro a 19 de março de 2019. O drama foi aclamado pela crítica por retratar intimamente as dificuldades que as pessoas comuns enfrentam. É também um dos dramas coreanos de maior audiência na história da televisão a cabo.

## Sinopse
Para evitar que seu pai morra em um acidente de carro, Kim Hye-ja manipula o tempo com um relógio especial que ela havia encontrado na praia quando era criança. No entanto, manipular o tempo tem um preço alto: Hye-ja envelhecerá cada mais a medida que voltar no tempo. Enquanto isso, um jovem chamado Lee Joon-ha que tem uma linda amizade com Hye-ja, está cansado de seus problemas familiares e desistiu de todos os seus sonhos. Ele agora trabalha como golpista em um centro de atendimento a idosos, sem saber que Hye-ja se tornou uma idosa e vai a esse centro para passar o tempo depois de envelhecer por viajar o tempo. Os dois se relacionam de novo, mas desta vez ambos não são mais os mesmos.

## Elenco

### Principal
- Kim Hye-ja como Kim Hye-ja (70 anos)
- Han Ji-min como Kim Hye-ja (26 anos)
- Nam Joo-hyuk como Lee Joon-ha (26 anos)
  - Nam Joo-hyuk como Kim Sang-hyeon
    - Um médico do Hospital de Enfermagem Hyoja que também se parece com o falecido marido de Kim Hye-ja, Lee Joon-ha.
- Son Ho-jun como Kim Young-soo (Lee Min-soo)

### De apoio

#### Pessoas próximas de Hye-ja
- Ahn Nae-sang como Lee Dae-sang
  - Seo Woo-jin como Lee Dae-sang jovem
- Lee Jung-eun como Moon Jung-eun
- Kim Ga-eun como Lee Hyun-joo
- Song Sang-eun como Yoon Sang-eun

#### Pessoas próximas de Joon-ha
- Kim Young-ok como avó de Joon-ha

#### Outros
- Kim Hee-won como Kim Hee-won
- Park Soo-young como Kim Byun-sub
- Jung Young-sook como Chanel (Choi Hwa-young)
- Kim Kwang-sik como Byung-soo
- Woo Hyun como Woo Hyun
- Shim Hee-sub como Doutor (ep.3)

### Participações especiais
- Kim Kiri como Park Kwang-soo (Ep. 1)[8]
- Hyun Woo como Kwon Jang-ho (Ep. 1)[9]
- Kim Byung-man como um artista (Ep. 5)[10]
- Choi Moo-sung como um vendedor de ovos (Ep. 5) [11]
- Im Chang-jung como um vigarista (Ep. 5)[12]
- Hwang Jung-min como um xamã (Ep. 11)[13]
- Yoon Bok-hee como Yoon Bok-hee (Ep. 11)[14]

## Produção
A primeira leitura do roteiro pelos atores da série ocorreu em 26 de setembro de 2018 no JTBC Building em Sangam-dong, Seul, Coreia do Sul.

## Trilha sonora

### Part 1
| Lançado em 11 de fevereiro de 2019 |                                         |                |         |  |
| N.º                                | Título                                  | Artista        | Duração |  |
| 1.                                 | "Always In My Heart" (내 맘속엔 언제나) | Maytree        | 3:10    |  |
| 2.                                 | "Always In My Heart" (Inst.)            |                | 3:10    |  |
| Duração total:                     | Duração total:                          | Duração total: | 6:20    |  |

### Part 2
| Lançado em 18 de fevereiro de 2019 |                  |                |         |  |
| N.º                                | Título           | Artista        | Duração |  |
| 1.                                 | "Picnic" (소풍)  | Harim          | 3:16    |  |
| 2.                                 | "Picnic" (Inst.) |                | 3:16    |  |
| Duração total:                     | Duração total:   | Duração total: | 6:32    |  |

### Part 3
| Lançado em 25 de fevereiro de 2019 |                            |                |         |  |
| N.º                                | Título                     | Artista        | Duração |  |
| 1.                                 | "I Just Set It Up"         | Vincent        | 3:47    |  |
| 2.                                 | "I Just Set It Up" (Inst.) |                | 3:47    |  |
| Duração total:                     | Duração total:             | Duração total: | 7:34    |  |

### Part 4
| Lançado em 4 de março de 2019 |                               |                |         |  |
| N.º                           | Título                        | Artista        | Duração |  |
| 1.                            | "Dazzling Days" (눈부신 날들) | Nam Se-ra      | 3:45    |  |
| 2.                            | "Dazzling Days" (Inst.)       |                | 3:45    |  |
| Duração total:                | Duração total:                | Duração total: | 7:30    |  |

### Part 5
| Lançado em 11 de março de 2019 |                       |                |         |  |
| N.º                            | Título                | Artista        | Duração |  |
| 1.                             | "Get Warm" (따스해져) | Jang Duk-chul  | 4:00    |  |
| 2.                             | "Get Warm" (Inst.)    |                | 4:00    |  |
| Duração total:                 | Duração total:        | Duração total: | 8:00    |  |

### Part 6
| Lançado em 18 de março de 2019 |                 |                |         |  |
| N.º                            | Título          | Artista        | Duração |  |
| 1.                             | "Paint" (물감)  | Kim Yeon-ji    | 3:29    |  |
| 2.                             | "Paint" (Inst.) |                | 3:29    |  |
| Duração total:                 | Duração total:  | Duração total: | 6:58    |  |

## Audiência
| Temporada | Temporada | Ep. 1 | Ep. 2 | Ep. 3 | Ep. 4 | Ep. 5 | Ep. 6 | Ep. 7 | Ep. 8 | Ep. 9 | Ep. 10 | Ep. 11 | Ep. 12 | Audiência |
| --------- | --------- | ----- | ----- | ----- | ----- | ----- | ----- | ----- | ----- | ----- | ------ | ------ | ------ | --------- |
|           | 1         | 0.736 | 0.832 | 0.977 | 1.212 | 1.365 | 1.460 | 1.235 | 1.918 | 1.716 | 1.727  | 2.006  | 2.223  | 1.451     |

| 1 | 11 de fevereiro de 2019 | 3.185% | 3.535%  |
| 2 | 12 de fevereiro de 2019 | 3.188% | 3.722%  |
| 3 | 18 de fevereiro de 2019 | 3.743% | 4.638%  |
| 4 | 19 de fevereiro de 2019 | 5.368% | 6.092%  |
| 5 | 25 de fevereiro de 2019 | 5.834% | 7.536%  |
| 6 | 26 de fevereiro de 2019 | 6.567% | 8.093%  |
| 7 | 4 de março de 2019      | 5.097% | 6.301%  |
| 8 | 5 de março de 2019      | 8.447% | 10.831% |
| 9 | 11 de março de 2019     | 7.711% | 9.438%  |
| 10 | 12 de março de 2019     | 7.851% | 9.500%  |
| 11 | 18 de março de 2019     | 8.546% | 10.669% |
| 12 | 19 de março de 2019     | 9.731% | 12.083% |
| Média | Média                   | 6.272% | 7.703%  |
| - Na tabela acima, os números em azul representam os números de audiência mais baixos e os números em vermelho representam os números de audiência mais altos. - Esta série foi ao ar em um canal a cabo/TV paga que normalmente tem uma audiência relativamente menor em comparação com a TV aberta/emissoras públicas (KBS, SBS, MBC e EBS). |                         |        |         |

## Prêmios e indicações
| Cerimônia                   | Categoria                          | Indicado                    | Result   | Ref.   |
| --------------------------- | ---------------------------------- | --------------------------- | -------- | ------ |
| 55º Baeksang Arts Awards    | Grande Prêmio                      | Kim Hye-ja                  | Venceu   | [ 18 ] |
| 55º Baeksang Arts Awards    | Melhor Drama                       | The Light in Your Eyes      | Indicado | [ 18 ] |
| 55º Baeksang Arts Awards    | Melhor Diretor                     | Kim Suk-yoon                | Indicado | [ 18 ] |
| 55º Baeksang Arts Awards    | Melhor Atriz                       | Kim Hye-ja                  | Indicado | [ 18 ] |
| 55º Baeksang Arts Awards    | Melhor Ator Coadjuvante            | Son Ho-jun                  | Indicado | [ 18 ] |
| 55º Baeksang Arts Awards    | Melhor Atriz Coadjuvante           | Lee Jung-eun                | Venceu   | [ 18 ] |
| 55º Baeksang Arts Awards    | Melhor Roteiro                     | Lee Nam-kyu and Kim Soo-jin | Indicado | [ 18 ] |
| 24º Asian Television Awards | Melhor Série de Drama              | The Light in Your Eyes      | Indicado | [ 19 ] |
| 24º Asian Television Awards | Melhor Atriz em um Papel Principal | Kim Hye-ja                  | Indicado | [ 19 ] |